# Switlana Sahinajtschenko

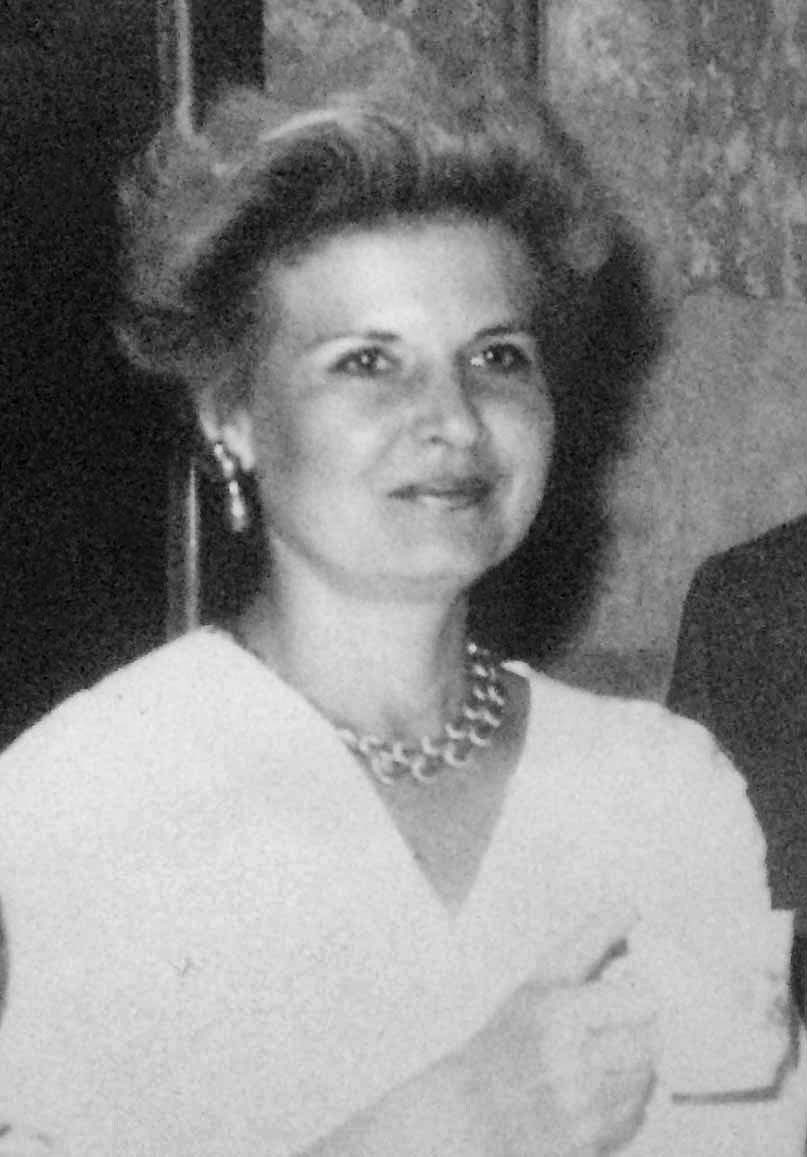
Switlana Jurijiwna Sahinajtschenko auf der 5th International Conference "Hydrogen Materials Science and Chemistry of Metal Hydrides" (ICHMS 97) 1997 in Kaziweli, Jalta

Switlana Jurijiwna Sahinajtschenko (ukrainisch Світлана Юріївна Загінайченко, russisch Светлана Юрьевна Загинайченко Swetlana Jurjewna Saginaitschenko; * 10. August 1957 in Kiew; † 23. November 2015 in Dnipropetrowsk) war eine sowjetisch-ukrainische Festkörperphysikerin.

## Leben
Sahinajtschenkos Mutter Sinaida Alfredowna Matyssina (* 1927) ist Professorin der Nationalen Oles-Hontschar-Universität Dnipro und arbeitet wissenschaftlich im Franzewitsch-Institut für Probleme der Materialwissenschaft (IPM) der Nationalen Akademie der Wissenschaften der Ukraine (NANU) in Kiew. Ab 1964 besuchte Sahinajtschenko in Dnepropetrowsk die Mittelschule Nr. 9 mit verstärktem Englisch-Unterricht, indem in vier Fächern auf Englisch unterrichtet wurde. 1973 wechselte sie in die Mittelschule Nr. 19, in der sie 1974 alle Abschlussprüfungen mit Auszeichnung bestand. Sie studierte dann Physik an der Dnepropetrowsker Staatlichen Universität mit Abschluss 1979. Es folgte die Aspirantur am Dnepropetrowsker Breschnew-Institut für Metallurgie (Abschluss 1982), worauf sie dort wissenschaftliche Mitarbeiterin wurde. 1984 verteidigte sie an der Universität Lwiw bei Jaroslaw Jossifowitsch Duttschak während eines dreitägigen Aufenthalts mit Erfolg ihre Dissertation über die Löslichkeit, den Magnetismus und die Atomverteilung geordneter Legierungen mit hexagonaler Kristallstruktur für die Promotion zur Kandidatin der physikalisch-mathematischen Wissenschaften. Ihre Ergebnisse wurden im In- und Ausland sehr beachtet.
Von 1989 bis 2015 war Sahinajtschenko Kovorsitzende des Organisationskomitees der International Conferences «Hydrogen Materials Science and Chemistry of Carbon Nanomaterials»(ICHMS). 1992 wurde sie Mitglied der International Association for Hydrogen Energy.
1993 wurde Sahinajtschenko nach erfolgreichem Durchlaufen eines Auswahlverfahrens wissenschaftliche Senior-Mitarbeiterin im IPM der NANU in Kiew. Sie leitete die Gruppe für physikalisch-mathematische Methoden der Untersuchung von Festkörpereigenschaften.
Sie war Stellvertreterin des Leiters der IPM-Abteilung Nr. 67 für Wasserstoff-Materialwissenschaft und Chemie der Kohlenstoff-Nanomaterialien D. W. Schtschur, mit dem sie gemeinsam veröffentlichte. 1995 wurde sie Koeditorin des International Journal of Hydrogen Energy und Mitglied der New York Academy of Sciences. Sie stand im Kontakt mit Borys Paton (Ukraine), Turhan Nejat Veziroğlu (USA), Mosche Ron (Israel), Michail Solomonowitsch Blanter (Russland), Harold Kroto (Vereinigtes Königreich) und anderen in anderen Ländern. Zusammen mit anderen verfasste sie die erste russische Monografie über Fullerene, die 2001 erschien.
Nach erfolgreicher Verteidigung ihrer Doktor-Dissertation über die statistische Thermodynamik konzentrationsstimulierter Effekte von Überstruktur- und ferroelastischen Transformationen mehrkomponentiger Systeme im Kurdjumow-Institut für Metallphysik der NANU wurde sie 2004 zur Doktorin der physikalisch-mathematischen Wissenschaften promoviert. Ihre Ergebnisse wurden auf vielen Konferenzen im In- und Ausland vorgestellt.
Sahinajtschenko veröffentlichte mit ihrer Mutter gemeinsame Arbeiten. Zusammen mit anderen übersetzte Sahinajtschenko ein Buch über Solar-Wasserstoff-Energie aus dem Englischen ins Ukrainische, das 2006 erschien. 2010 war sie Kovorsitzende des Organisationskomitees des NATO Advanced Research Workshop Carbon Nanomaterials in Clean-Energy Hydrogen Systems.

## Ehrungen, Preise
- Jangel-Medaille (1994) für Arbeiten der nichtöffentlichen Wasserstoff-Plasma-Forschung[2]
- Kondratjuk-Medaille (1995) für die nichtöffentliche Entwicklung eines Wasserstoff-Motors für die Trajektorienkorrektur eines Kleinsatelliten[2]